# Lokomotiva Big Boy
Lokomotiva Big Boy (Velký chlapec) je americká parní lokomotiva vyráběná lokomotivkou ALCO v letech 1941–1944 pro železniční společnost Union Pacific. Ve dvou sériích bylo vyrobeno celkem 25 kusů. Jejich úkolem byla vozba těžkých nákladních vlaků přes Skalnaté hory. Byly schopny táhnout 4000 t těžký vlak rychlostí 35 km/h na 90 km dlouhém stoupání 12 promile, nebo 3000 t těžký vlak rychlostí 40 km/h.
Lokomotiva Big Boy je některými považována za největší parní lokomotivu na světě. Přitom méně známá Virginian Class AE měla větší tažnou sílu až 700 kN a lokomotiva Triplex až 712 kN. V mnoha parametrech nebyla překonána ani lokomotivami jiných trakcí.
Lokomotiva Big Boy váží 548,2 t. Je 5 m vysoká a 40,4 m dlouhá, její maximální rychlost byla 128 km/h. Výkon lokomotiv Big Boy byl po přechodu na motorovou trakci nahrazován až pěti lokomotivami.
Zajímavá je též konstrukce pojezdu u těchto strojů. Při jejich délce a hmotnosti bylo využito uspořádání pojezdu systému Mallet (jaký měla v Česku U47.001 B'B). U této lokomotivy je použito uspořádání (2'D)'D 2', což znamená, že jen čtyři nápravy tohoto stroje jsou pevně uloženy v rámu lokomotivy. Díky tomuto uspořádání pojezdu byly lokomotivy schopny projíždět oblouky 20°, což odpovídá poloměru 88 m. Jejich pevný rozvor činil jen 6300 mm.
Dodnes se zachovalo 8 těchto lokomotiv, stroj č. 4014 společnost Union Pacific zprovoznila po mnohaleté muzejní odstávce a poprvé vyjel 2. května 2019.